# Cymbopogon caesius
Cymbopogon caesius là một loài thực vật có hoa trong họ Hòa thảo. Loài này được (Hook. & Arn.) Stapf mô tả khoa học đầu tiên năm 1906.